# 러스틴 (영화)
《러스틴》(영어: Rustin)은 2023년 개봉한 미국의 전기 드라마 영화이다. 조지 C. 울프가 감독을 맡았다. 인권운동가 바이어드 러스틴의 삶을 그린 작품이며, 배우 콜먼 도밍고가 러스틴 역을 맡았다.

## 출연진
- 콜먼 도밍고 - 바이어드 러스틴 역
- 크리스 록 - 로이 윌킨스 역
- 글린 터먼 - A. 필립 랜돌프 역
- 어멜 아민 - 마틴 루터 킹 주니어 역
- CCH 파운더 - 애나 아널드 헤지먼 역
- 데이바인 조이 랜돌프
- 마이클 포츠
- 빌 어윈
- 제프리 라이트
- 오드라 맥도널드